# Parksi
Parksi – wieś w Estonii, w prowincji Harju, w gminie Kuusalu.